# Louise Eleonore von Schöning

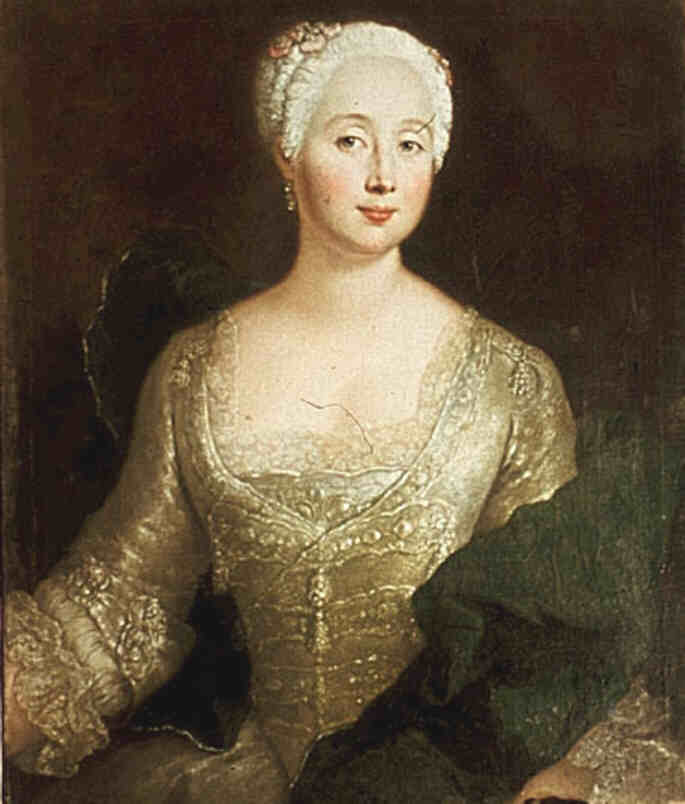
Louise Eleonore von Wreech geb. von Schöning (1707–1784), auf einem Gemälde von Antoine Pesne im Jahre 1737

Louise Eleonore von Wreech, geborene von Schöning (* 1708 auf Tamsel bei Küstrin; † 1784 in Berlin), war die Enkelin des kursächsischen Generalfeldmarschalls Hans Adam von Schöning und Erbin von Schloss Tamsel. Ihr Vater war Johann Ludwig von Schöning (1675–1713), ihre Mutter die Gräfin Juliane Charlotte von Dönhoff.
Als der damalige Kronprinz Friedrich, der spätere König Friedrich II. in Küstrin interniert war, hielt er sich zwischen August 1731 und Februar 1732 häufiger in Tamsel auf. Die Schlossherrin galt zu ihrer Zeit nicht nur als sehr schön, sondern auch als geistreich und gebildet. Sie und Friedrich korrespondierten auf Französisch miteinander; die Liebesbriefe des Prinzen beantwortete sie gesetzt, erzieherisch und ablehnend, da sie und ihr Gatte bereits fünf Kinder hatten.
Erst nach der Schlacht bei Zorndorf 1758 war Friedrich wieder im Schloss, das gerade von den Russen geplündert worden war. In einem Brief entschuldigte er sich und stellte die Bezahlung der Verpflegung, die er und seine Soldaten hier bekommen hatten, in Aussicht. Frau von Wreech bemühte sich später noch um weitere Gelder, auch für die Bauern der Umgebung.
1737 wurde sie vom preußischen Hofmaler Antoine Pesne gemalt. Ihr Porträt befindet sich heute in der Eremitage des Alten Schlosses in Bayreuth.
Am 25. Mai 1723 heiratete Louise den späteren Generalleutnant Adam Friedrich von Wreech (1689–1746). Das Paar hatte sieben Kinder.